# Stanislao Silesu
Stanislao Silesu (noto anche come Lao Silesu o Leo Silesu; Samassi, 5 luglio 1883 – Parigi, 9 agosto 1953) è stato un compositore italiano (precisamente sardo) di musica leggera, da camera e sinfonica.
A 10 anni Silesu eseguì il suo primo concerto, a 13 cominciò a comporre serenate e canzoni, a 15 compose una commedia musicale. Si trasferì in seguito dalla Sardegna a Milano dove frequentò il conservatorio.
Dopo il diploma si recò a Londra e poi a Parigi, dove, come  Lao Silésu ebbe successo con le sue allegre canzoni da Café-chantant. Si fece presto conoscere in tutta Europa, e le sue romanze furono interpretate da Enrico Caruso che le fece conoscere in tutto il mondo.
Una delle sue canzoni di maggior successo fu A Little Love, A Little Kiss, composta originariamente con un testo francese di A. Nilson Fysher e intitolata Un peu d'amour. Nel 1912 la casa editrice londinese Chappel & Co., Ltd. ne pubblicò la versione inglese con parole di Adrian Ross. A Little Love, A Little Kiss continuò ad essere riproposta nel tempo da vari interpreti: tra gli altri, fu registrata nel 1927 dal jazzista Eddie Lang, e cantata da Jeanette MacDonald nel film Catene del passato del 1941.
Altre sue canzoni compaiono nella colonna sonora dei film  L'aquila grigia (1930), Una ragazza allarmante (1937) e Fiamme a San Francisco (1945).
Il sovrano inglese Edoardo VIII lo definì "il re della melodia".

## Biografia
Nella prima metà del secolo scorso il nome di Stanislao Silesu era conosciuto sicuramente in tutti gli ambienti culturali di Parigi, Londra e in molte altre capitali europee.
Artisti e intellettuali del periodo apprezzarono le sue composizioni e tanta gente comune si  appassionò alla sua musica pur senza conoscerne l'autore.
Silesu nacque a Samassi il 5 luglio del 1883 dai genitori Anna Lai e Luigi. Dopo un anno e mezzo dalla sua nascita la famiglia si trasferì ad Iglesias, dove il padre fu chiamato per ricoprire l'incarico di organista della cattedrale. Luigi Silesu fu infatti un bravo pianista, organista e compositore e si occupò della formazione musicale del piccolo Stanislao creando forse l'unico enfant prodige sardo, tant'è vero che il bambino iniziò ad esibirsi in esecuzioni al pianoforte all'età di 10 anni riscuotendo un notevole successo.
Sempre sotto la guida del padre e di Luigi Allione (direttore della banda civica di Iglesias) iniziò a comporre Valzer, mazurche, polche e altre opere giovanili tutte dedicate alle persone a lui più care. Quando il padre si rese conto che il grande talento del figlio non avrebbe potuto svilupparsi in una Sardegna che poteva offrire ben poco come studi  musicali, decise di mandare Stanislao a Milano. Qui frequentò il conservatorio Giuseppe Verdi e prese lezioni private di composizione dal Maestro Carlo Gatti.
Durante questo periodo scrisse la romanza Rosa gentile per voce e pianoforte e vari brani per pianoforte solo. A Milano conobbe la cantante sarda Carmen de Villa, che diventò la sua compagna di vita. Nel 1907 lasciò Milano e si trasferì a Parigi, che era in quel periodo il centro culturale europeo dove si riunivano tutti gli artisti e gl'intellettuali dell'epoca.
L'incontro con questo ambiente fu importantissimo per la maturazione artistica di Silesu; egli studiò, infatti, alla Schola Cantorum con Vincent d'Indy e frequentò i più grandi musicisti e compositori dell'epoca, da Ravel a De Falla a Puccini.
Nel 1903 Stanislao Silesu componeva il suo primo melodramma, Amsicora, in tre atti, su libretto di Sestilio Magnanelli.
La sua seconda opera, sempre su libretto di Magnanelli, fu Astore, in un unico atto, tratto da una novella di Grazia Deledda. Al 1923 risale il melodramma Le lys dans la vallée, in quattro atti, tratta dall'omonimo romanzo di Honoré de Balzac. L'ultima sua opera s'intitola Gil Blas, rimasta incompiuta per la morte dell'autore.

## L'Astore
Quest'opera del cosiddetto periodo classico di Silesu venne rappresentata solamente sessant'anni dopo che fu scritta, grazie al "Gremio dei sardi" di Roma che curò l'evento sotto la direzione musicale del Maestro Nino Bonavolontà.
Da allora questa partitura è stata pressoché dimenticata: solamente alcune delle arie che la compongono vengono eseguite per lo più da cantanti isolani, ma l'opera completa non è stata più rappresentata.
Ennio Porrino dice a proposito dell'opera Astore:
Grazia Deledda, alla quale Silesu chiese di scrivere il racconto da cui fu tratto il libretto dell'opera, scrisse:

## Discografia
- Lao Silesu, Romance sans paroles. Roberto Piana, pianoforte. Stradivarius (2014)
- Lao Silesu, Piano Works. Roberto Piana, pianoforte. Editoriale Documenta (2009)
- Lao Silesu, Symphonic Works. Roberto Piana, pianoforte - Alberto Peyretti, direttore. Inedita Edizioni (2003)
- Lao Silesu, Opere per pianoforte. Roberto Piana, pianoforte. Piana Editore (1999)
- Lao Silesu, Rapsodia sarda, Muse champêtre, Marcia funebre, Lamento, Orchestra da Camera "Ennio Porrino", Giacomo Medas, direttore, Commenti di Jens-Peter Roeber, Editions Européennes (1989)
- Lao Silesu, Concerto per pianoforte e Orchestra, Foglie sparse, Notturno, Preludi, Orchestra Sinfonica di Cagliari, Nino Bonavolontà, direttore; Stefano Arnaldi, Maurizio Moretti, pianoforte, Commenti di Jens-Peter Roeber, Editions Européennes (1988)
- Lao Silesu, A Little Love, A Little Kiss. John McCormack. The Acoustic Victor and HMV Recordings (1912-14)